# Sohela
Sohela es una ciudad censal situada en el distrito de Bargarh en el estado de Odisha (India). Su población es de 6917 habitantes (2011). Se encuentra a 28 km de Bargarh, y a 310 km de Bhubaneswar.

## Demografía
Según el censo de 2011 la población de Sohela era de 6917 habitantes, de los cuales 3584 eran hombres y 3333 eran mujeres. Sohela tiene una tasa media de alfabetización del 83,48%, superior a la media estatal del 72,87%: la alfabetización masculina es del 89,88%, y la alfabetización femenina del 76,66%.